# 마누엘 데 파야역
마누엘 데 파야 역(스페인어: Manuel de Falla)은 마드리드 지하철 10호선의 역이다. 마드리드 지방 알코벤다스 시 북부의 마누엘 데 파야 거리에 위치해 있다. 스페인의 작곡가이자 피아니스트 마누엘 데 파야의 이름을 따 명명되었다. 요금구역상으로는 B1구역에 속한다.

## 역사
2007년 4월 26일 10호선 북부 연장구간인 메트로노르테 (MetroNorte)의 개통과 함께 문을 열었다. 세르카니아스 마드리드의 발델라스푸엔테스 역과는 1km 이내에 있다.

## 환승 정보
역 주변에 버스 정류장이 두 곳 있다.
버스
- 알코벤다스 시내버스
  - 5, 10, 11번 버스 (주간)
- 시외버스
  - 153, 827A번 버스 (주간)
  - N101번 버스 (야간)

지하철
| 마드리드 지하철                 | 마드리드 지하철        | 마드리드 지하철                          |
| ------------------------------- | ---------------------- | ---------------------------------------- |
| 바우나탈 오스피탈 인판타 소피아 | 마드리드 지하철 10호선 | 마르케스 데 라 발다비아 푸에르타 델 수르 |